# Daying
För andra betydelser, se Daying (olika betydelser).
Daying är härad som lyder under Suinings stad på prefekturnivå i Sichuan-provinsen i sydvästra Kina.